# 핵융합로
핵융합로(核融合爐, 영어: nuclear fusion reactor)는 원자핵 융합 반응을 이용한 원자로의 일종이다. 발전의 수단으로 2021년 시점에서 개발단계이며, 21세기 전반에 실용화가 기대되는 미래 기술 중 하나이다.
무거운 원자인 우라늄이나 플루토늄의 원자핵 분열 반응을 이용하는 핵분열로에 비해 가벼운 원자인 수소나 헬륨에 의한 핵융합 반응을 이용하여 에너지를 발생시키는 장치가 핵융합로이다.

## 같이 보기
- 핵분열로